# Howenh
A la mitologia selknam, els howenh o hóowin són els déus o avantpassats que van habitar la Terra durant l'era mitològica. Els selknam no reconeixien els howenh com a déus pròpiament tals, sinó com a avantpassats mitològics, ja que l'única divinitat com a tal és Temàukel. No obstant això, segons les seves característiques, els howenh compleixen els requisits per ser considerats deïtats.

## L'era dels howenh
L'era mitològica o era dels howenh comença amb l'arribada de Kenos a la Terra primitiva. Posterior a aquest esdeveniment, els howenh van poblar la Terra i de mica en mica van anar donant-li forma. La fi d'aquesta era està marcada per la instauració de la mort tal com la coneixem. Aquesta fita marca l'inici de l'era dels éssers mortals.

## Característiques
Els howenh constitueixen les grans forces de la natura, com el Sol, la mar o el vent, encara que abans de transformar-se en aquests elements, existien com a humans, sent el seu comportament idèntic al d'aquests i, durant la seva existència com a tals, desenvolupaven tasques pròpies de l'ésser humà.

## Principals howenh

### Howenh del Kamuk: Cel Nord
- Kojh: Déu de la mar. És considerat com el howenh més poderós que hagi existit.[2]
- Kwànyip: Se'l considera l'instaurador de la mort tal com la coneixem. També va distribuir uniformement el dia i la nit.
- O’oke: Deessa de la tempesta. Germana de Kojh.

### Howenh del Keikruk: Cel Sud
- Čénuke: Successor de Kenos en la seva tasca de ressuscitar els howenh del seu estat de mort temporal o somni senil.
- Josh: Déu de la neu. Germà de Kre.[3]
- Kre: Deessa de la Lluna. Esposa de Kren.
- Akáinik: Déu de l'arc de Sant Martí. Germanastre de Kre.[2]

### Howenh delWintek: Cel Est
- Kenos: Primer dels howenh a habitar la Terra. És el déu creador, organitzador, terraformador i civilitzador, sent la deïtat més important després de Temáukel. Va ser enviat per aquest des de la Cúpula Celeste a la Terra primitiva, amb la missió d'organitzar-la.[2]

### Howenh del Kenénik: Cel Oest
- Kren: Déu del Sol. Marit de Kre.
- Shenrr: Déu del vent. Germà de Kren.[3]